# Campionato portoghese di pallavolo femminile
Il campionato portoghese di pallavolo femminile è un insieme di tornei pallavolistici per squadre di club portoghesi, istituiti dalla Federazione pallavolistica del Portogallo.

## Struttura
- Campionati nazionali professionistici:

Primeira Divisão: a girone unico, partecipano dodici squadre.
- Campionati nazionali non professionistici:

Segunda Divisão: a tre gironi, partecipano diciotto squadre.
Terciera Divisão: a ? gironi, partecipano ? squadre.